# Стреняк
Стреняк (рум. Streneac) — село у повіті Караш-Северін в Румунії. Входить до складу комуни Сікевіца.
Село розташоване на відстані 344 км на захід від Бухареста, 69 км на південь від Решиці, 127 км на південь від Тімішоари.

## Населення
За даними перепису населення 2002 року у селі проживали 16 осіб, усі — румуни. Усі жителі села рідною мовою назвали румунську.